# Pavlo Žytec‘kyj
Pavlo Hnatovyč Žytec‘kyj, ukrajinsky Павло Гнатович Житецький (4. ledna 1837 Kremenčuk – 18. března 1911 Kyjev), byl ukrajinský lingvista, filolog, etnograf a literární historik, doktor ruské literatury (1908). Dlouhou dobu působil jako učitel ruštiny v Kamenci Podolském a v Kyjevě.

## Život
Narodil se v rodině kněze. Studoval v Poltavském semináři, později studoval na Kyjevské teologické akademii (1857-1860) a v letech 1860-1864 na Historicko-filologické fakultě Kyjevské univerzity.
Byl členem Imperátorské ruské geografické společnosti (od roku 1873), Historické společnosti Nestora Kronikáře (od roku 1879), Ševčenkovy vědecké společnosti (od roku 1903) a Ukrajinské vědecké společnosti v Kyjevě (od roku 1907), členem korespondentem Ruské akademie věd (od roku 1898), prvním čestným členem Ruské akademie věd (od roku 1908). Je považován za jednoho z prvních historiků literárního ukrajinského jazyka.